# Bandad simslända
Bandad simslända (Siphlonurus alternatus) är en dagsländeart som först beskrevs av Thomas Say 1824.  Bandad simslända ingår i släktet Siphlonurus och familjen simdagsländor. Arten är reproducerande i Sverige. Inga underarter finns listade i Catalogue of Life.